# You Wake Up At Sea Tac
You Wake Up At Sea Tac är ett studioalbum av Lasse Lindh, släppt 2001 på Labrador.

## Låtlista
1. Bruised
2. Walk with Me
3. C'mon Through
4. The Heart Is Old
5. Computerwelt
6. River
7. The Stuff
8. Damage Done
9. Trigger Happy
10. Best Laid Plans

## Medverkande
- Lasse Lindh (även, upphovsman)
- Jon Lundin
- Claes Björklund